# Taraxacum biforme
Taraxacum biforme — вид квіткових рослин з родини айстрових (Asteraceae). Вид зростає в Європі: Швеція, Фінляндія, Польща, Естонія, Латвія, північнозахідноєвропейська Росія; це багаторічна рослина помірних біомів.
Taraxacum biforme має блідо-зелене листя.